# Rete tranviaria di Messina
La rete tranviaria di Messina era costituita da un insieme di linee in esercizio nella città siciliana dal 1917 al 1951. Nel 2003 il tram tornò a percorrere le strade messinesi grazie alla costruzione di una nuova tranvia che ricalca, in piccola parte, il percorso di alcune linee della rete storica.

## Storia

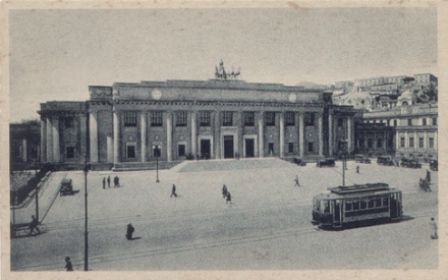
Tram di fronte al tribunale

In seguito al devastante terremoto di Messina del 1908 la città si era spopolata e il preesistente servizio tranviario a vapore per il collegamento con Barcellona Pozzo di Gotto e Giampilieri non risultò più di interesse per l'esercente, la società di diritto belga Société Anonyme des Tramways Siciliens. Venne dunque costituita una nuova società, la Borioli & La Porta, che rilevò concessione e impianti, conservando altresì il marchio SATS. La domanda di concessione era stata avanzata dall'ingegner Carlo Roland e il presidente della società era il celebre ingegnere ungherese Kálmán Kandó.
Nel 1911 riaprirono al traffico sia la Messina-Giampilieri che la Messina-Barcellona, ivi compreso il servizio locale che aveva termine nella breve diramazione di Faro, e l'anno successivo, il 3 febbraio 1912, venne stipulata la convenzione in base alla quale si concedeva alla SATS un'area di 25.000 m² per realizzare un deposito raccordato alla ferrovia e un'altra superficie in prossimità della stazione marittima, destinata a scalo per le merci. Era previsto un servizio tranviario cittadino a trazione elettrica, da ottenersi previa ricostruzione delle tratte urbane delle precedenti linee.
Seguì un periodo di lavori, discussioni, ritardi di costruzione, che si concluse il 1º luglio 1917 con l'inaugurazione ufficiale del primo servizio di tram elettrici. Il servizio regolare fu avviato il giorno successivo.
L'esercizio sulla precedente rete extraurbana fu contestualmente ristrutturato: le corse a trazione elettrica, svolte con vetture dotate di doppi fanali, avvenivano inizialmente lungo le linee Giampilieri-Messina (F. Boat) e Messina (Gazzi)-Faro, successivamente unificate nella linea Giampilieri-Messina (Cairoli)-Faro; quelle a vapore da Barcellona avevano formalmente capolinea a piazza Cairoli, anche se i convogli proseguivano poi sino a via Maddalena.
L'unica linea urbana attivata il 1º luglio 1917 fu la Gazzi-Ritiro, ma negli anni seguenti furono inaugurati ulteriori collegamenti.
Il servizio tranviario messinese nella seconda metà degli anni venti era strutturato in 2 linee extraurbane e 4 linee urbane; queste ultime facevano riferimento al capolinea "Gazzi", rinominato in seguito capolinea "Provinciale", situato proprio alla confluenza di via Provinciale con viale S. Martino, in corrispondenza del deposito di via Vittorio Veneto:
Linee extraurbane:
- Messina-Barcellona (rimasta con trazione a vapore, dal 1928 limitata a Villafranca Tirrena)
- Giampilieri-Messina-Faro

Linee urbane:
- Gazzi-Ritiro
- Gazzi-Dazio (esercitata dal 1926, era un servizio limitato della Gazzi-Ritiro)
- Gazzi-Ferry Boat (servizio per le stazioni ferroviaria e marittima; la linea urbana fu inaugurata in seguito alla cessazione del servizio extraurbano fino a tale capolinea)
- Gazzi-Annunziata (esercita dall'inizio degli anni '20 lungo la parte rientrante nell'area urbana della linea Giampilieri-Messina-Faro)

Venivano inoltre esercitati collegamenti straordinari durante la stagione estiva (Servizio Bagni), in concomitanza con gli spettacoli teatrali (Servizio Teatro) e lungo la tranvia a vapore veniva svolto il servizio straordinario per la Festa di Calvaruso.
In tale periodo il traffico risultava in graduale aumento e furono attuati i lavori per il raddoppio dei binari in ambito urbano e fu modificato radicalmente il percorso per Ritiro dal teatro Vittorio Emanuele a piazza Muricello: fu abbandonato il vecchio itinerario provvisorio via Vittorio Emanuele-Capitaneria-viale Principe Amedeo-via Canova-via Placida (aperto nel 1917 a causa della mancata disponibilità di parte di via Garibaldi) in favore del più breve collegamento Prefettura-via Garibaldi-Porto Salvo.
Nel 1931 fu aperta una diramazione che percorreva via Cannizzaro fino a piazza XX Settembre.
Nel 1932 cessò il servizio con trazione a vapore, in seguito alla soppressione della linea Messina-Villafranca Tirrena.
Nel 1933 fu inaugurato un servizio extraurbano limitato tra Mili e Ganzirri, che durerà sino al 1938.
Nel 1937 cessò il servizio sulla diramazione per il capolinea "Ferry Boat" e su quella di via Cannizzaro fino a piazza XX Settembre. Queste furono le prime chiusure della rete, seguite, nel 1939, dalla soppressione della linea per Ritiro e quindi dei collegamenti urbani Gazzi-Ritiro e Gazzi-Dazio, sostituiti con autolinee.
Durante la seconda guerra mondiale continuarono ad essere esercite la linea urbana Gazzi-Annunziata e la linea extraurbana Giampilieri-Messina-Faro, dal 1933 solo formalmente spezzata nella Cairoli-Giampilieri e Cairoli-Faro.
Il 18 giugno 1942 i collegamenti extraurbani subirono la sospensione del servizio tra Mili e Giampilieri e tra Messina e Faro (il collegamento tranviario lungo quest'ultimo itinerario non riprenderà più, prima sostituito da autobus e poi definitivamente soppresso nel 1948).
Il servizio tranviario fu sospeso il 25 maggio 1943 a causa dei danni causati dai bombardamenti.
Sopravvissuto, pur con ingenti distruzioni, ai bombardamenti, ciò che restava della rete tranviaria messinese fu gradualmente ripristinato ed i tram ripresero dunque a ripercorrere le vie cittadine il 14 settembre 1945, quando venne riaperto il servizio urbano tra Provinciale e Annunziata e quello extraurbano tra piazza Cairoli e Tremestieri.
Nel dicembre 1946 il servizio extraurbano venne esteso a Moleti e nel gennaio 1949 i tram tornarono a Giampilieri.
Le soggezioni dovute alla sopravvivenza di tratte a binario unico, la necessità di rinnovare materiale e impianti e soprattutto un clima all'epoca non favorevole agli investimenti nei trasporti pubblici a impianto fisso condussero in breve tempo alla chiusura della rete tranviaria "storica", avvenuta il 19 febbraio 1951.

### Ripristino
Il tram è tornato a percorrere le strade del capoluogo solo nel 2003, quando fu inaugurata l'attuale tranvia di Messina.

## Linee

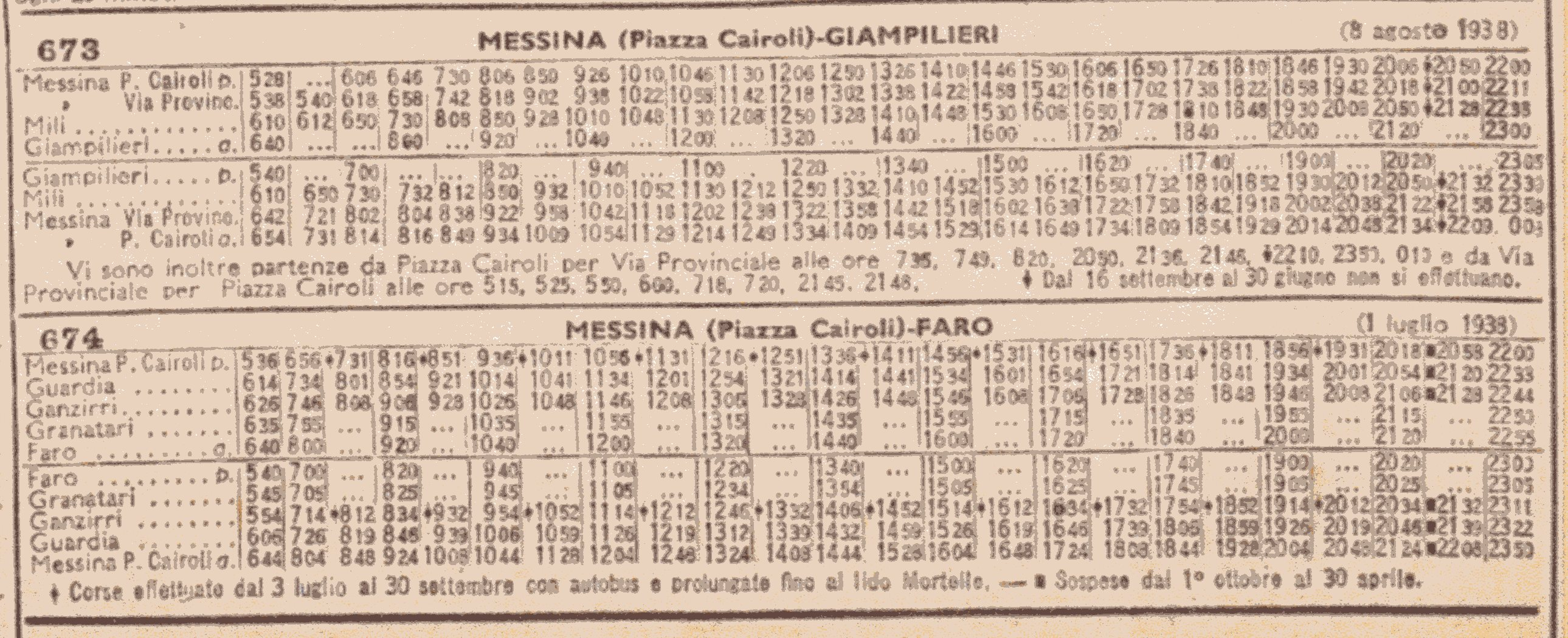
Quadri orario dei servizi tranviari di Messina dall'estate del 1938

Tra il 1931 e il 1937, periodo di massima diffusione del tram a Messina, erano in servizio le seguenti linee:
- Provinciale-Ritiro
- Provinciale-Dazio
- Provinciale-Ferry Boat
- Provinciale-Annunziata
- Cairoli-XX Settembre
- Cairoli-Faro (linea extraurbana)
- Cairoli-Giampilieri (linea extraurbana)
- Mili-Ganzirri (servizio limitato del collegamento extraurbano Giampilieri-Messina-Faro)

## Caratteristiche tecniche

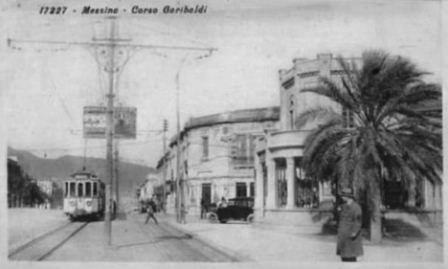
Motrice n. 31 al traino di un convoglio extraurbano in corso Garibaldi, con in primo piano un caratteristico palo in stile liberty

La rete tranviaria di Messina era realizzata con binari a scartamento 950 mm. L'armamento consisteva in rotaie di tipo Phoenix da 44 kg/m in ambito urbano e in rotaie di tipo Vignoles da 21 kg/m in ambito extraurbano (verso sud da Gazzi in poi e verso nord da S. Francesco in poi). Il raggio minimo in curva era di 30 m.
La trazione elettrica, a 600 V in corrente continua, era distribuita mediante rete aerea sorretta da palificazione a mensola, ad eccezione della linea Cairoli-XX Settembre. La presa di corrente avveniva tramite asta con rotella.
Il deposito-officina, ubicato in zona Gazzi, venne successivamente riadattato come rimessa per autobus e, in seguito, demolito per fare posto all'attuale edificio uffici dell'ATM, società municipalizzata che nel 1968 prese il posto della SATS.

## Materiale rotabile
Il materiale rotabile utilizzato dalla SATS si presentava poco eterogeneo.
Il servizio a trazione a vapore era garantito inizialmente da 14 locomotive utilizzate esclusivamente per il traino di convogli sulle linee extraurbane; negli anni '20 il loro numero si ridusse a 9 unità.
Per il servizio a trazione elettrica, inaugurato nel 1917, furono acquisite inizialmente 20 elettromotrici a due assi (numerate 1÷20; in seguito alcune di queste furono rinumerate), seguite in brevissimo tempo da una ventunesima motrice (numerata 21), progettate ed allestite dalle Officine Reggiane di Reggio Emilia. Nei primi anni '20 le stesse Officine Reggiane fornirono altre motrici dello stesso tipo, incrementando il parco mezzi della SATS.
Nel 1926 giunsero a Messina 6 elettromotrici a due assi (numerate 34÷39, rinumerate 40÷45 nel 1933) progettate ed allestite appositamente per la rete urbana peloritana dalla Carminati e Toselli.
Nel periodo di massima diffusione del tram a Messina, tra il 1931 e il 1937, si contavano ben 29 motrici marcianti.
All'inizio degli anni '40 quattro motrici a carrelli (numerate 4, 6, 7 e 9) e due rimorchiate furono acquisite dalla rete tranviaria di Modena per il tramite dell'industriale Adolfo Orsi, che rilevò la SATS nel giugno 1940.